# Nils Wilhelm Stråle af Ekna
Nils Wilhelm Stråle af Ekna, född 16 april 1787 i Jakob och Johannes församling, Stockholm, död 6 januari 1853 i Adolf Fredriks församling, Stockholm, var en svensk jurist (bland annat justitieråd) och politiker. Han var far till riksdagsledamöterna Wilhelm Stråle af Ekna och Holdo Stråle af Ekna.
Nils Wilhelm Stråle var riksdagsledamot för ridderskapet och adeln vid ståndsriksdagarna 1809/10, 1812–1844/45 samt 1850/51. Han blev protokollsekreterare 1810, var riddarhuskamrerare 1815–1825, och var under den tiden även expeditionssekreterare och revisionssekreterare samma tid. 1826–1851 var han justitieråd.
Stråle var även medlem i Götiska förbundet från 1813. Han är begravd på Norra begravningsplatsen utanför Stockholm.